# NGC 2355
NGC 2355 est un amas ouvert, situé dans la constellation des Gémeaux. Il a été découvert par l'astronome germano-britannique William Herschel en 1784. Herschel a observé ce même amas 8 jours plus tard sans se rendre compte qu'il s'agissait du même objet. Cette entrée dans ses notes a été ajoutée par John Dreyer à son catalogue sous la désignation NGC 2356.
NGC 2355 est à environ 2 200 pc (∼7 180 al) du système solaire et les dernières estimations donnent un âge de 708 millions d'années. La taille apparente de l'amas est de 8 minutes d'arc, ce qui, compte tenu de la distance, donne une taille réelle maximale d'environ 17 années-lumière.
Selon la classification des amas ouverts de Robert Trumpler, cet amas renferme moins de 50 étoiles (lettre p) dont la concentration est moyenne (II) et dont les magnitudes se répartissent sur un intervalle moyen (le chiffre 2).